# Шатохін Сергій Миколайович
Сергі́й Микола́йович Шато́хін (10 листопада 1976, Градениці, Біляївський район, Одеська область — 7 грудня 2019, Одеса) — командир відділення державного пожежно-рятувального загону Головного управління Державної служби України з надзвичайних ситуацій в Одеській області, прапорщик служби цивільного захисту, Герой України.

## Життєпис
Сергій Шатохін 20 років працював рятувальником. 4 грудня 2019 року в будівлі, де були розміщені Інститут морської біології НАН України та Одеський коледж економіки, права та готельно-ресторанного бізнесу, на вулиці Троїцькій, 25 сталася масштабна пожежа, Сергій Шатохін приїхав у складі рятувальної бригади. Коли він піднімався пожежною драбиною, з вікна п'ятого поверху, рятуючись від вогню, вистрибнула дівчина-студентка і збила рятувальника з драбини. Обоє впали з висоти третього поверху, проломивши дах прибудови. Студентка вижила. Пожежник отримав великий забій мозку практично з усіх боків. Він був підключений до апарату штучної вентиляції легенів і не виходив з коми. Сергій Шатохін помер у реанімації міської лікарні № 1 ввечері 7 грудня 2019 року. 9 грудня з ним прощалися одесити в Свято-Преображенському соборі міста Одеси. Похований наступного дня в рідному селі Градениці Біляївського району Одеської області.
25 січня 2020 р. Президент України Володимир Зеленський підписав указ про присвоєння звання Герой України з удостоєнням ордена «Золота Зірка» посмертно Сергію Шатохіну та 5 липня передав орден його дружині Людмилі.

## Нагороди
- Звання Герой України з удостоєнням ордена «Золота Зірка» (25 січня 2020, посмертно) — за героїзм і самопожертву, виявлені при рятуванні людей під час пожежі[7]